# Elektromaszynowa przetwornica częstotliwości
Elektromechaniczna przetwornica częstotliwości jest zespołem silnika i prądnicy (generatora), w którym energia mechaniczna wytwarzana przez silnik przenoszona jest do generatora wytwarzającego prąd o częstotliwości innej, niż napięcie zasilające silnik. Małe przetwornice wykonywane są w postaci jednej maszyny, a w większych silnik z prądnicą umieszczony jest na wspólnym fundamencie albo ramie. Wały silnika i prądnicy łączy się sprzęgłem, czasami dodając koło zamachowe.